# イナーヤトゥッラー・シャー
イナーヤトゥッラー・シャー（パシュトゥー語: عنایت‌ الله ‌شاه, ラテン文字転写: Ināyatullāh Shāh、1888年10月10日 - 1946年8月12日）は、アフガニスタン国王（在位：1929年1月14日 - 1929年1月17日）。ハビーブッラー・ハーンの長男。
1929年1月14日、反乱に敗れた弟アマーヌッラー・ハーンから権力を委譲されたが、1月16日に退位し、1月18日に反乱軍によって捕らえられた。その後イギリスの外交官と共に追放され、イランのテヘランで余生を過ごした。